# ألمعية
الألمعية هو شكل من أشكال الفكاهة الذكية - القدرة على قول أو كتابة أشياء ذكية ومضحكة عادة. الشخص الألمعي أو الظريف أو الكَيِّس هو شخص ماهر في الإدلاء بملاحظات ذكية ومضحكة.